# 17-й Вирджинский пехотный полк
17-й Вирджинский пехотный полк (англ. The 17th Virginia Volunteer Infantry Regiment) — был пехотным полком, набранным в северных округах штата Вирджиния для армии Конфедерации во время Гражданской войны в США. Он сражался почти исключительно в составе Северовирджинской армии.

## Формирование
17-й Вирджинский был сформирован 10 июня 1861 году у Манассаса на базе 6-го батальона вирджинского ополчения, выведенного из оккупированной северянами Александрии. Роты этого полка были набраны в Александрии и округах Эрлингтон, Фэирфакс, Фокьер, Лоудон, Принс-Уильям и Уоррен. Его первым полковником стал Монтгомери Корсе.
- Рота А, «Alexandria Riflemen», кап. Мортон Мэри
- Рота В, «Warren Rifles», кап. Симпсон
- Рота С, «Loudoun Guards», кап. теббс
- Рота D, «Fairfax Rifles», кап. Дулани
- Рота Е, «Mount Yernon Guards», кап. Дэвоун
- Рота F, «Prince William Rifles», кап. Гамильтон
- Рота G, «Emmett Guards», кап. Тоусон
- Рота Н, «Old Dominion Rifles», кап. Херберт
- Рота I, «O Connel Guards»,
- Рота К, «Warrenton Rifles», кап. Шакелфорд[1]

## Боевой путь
Под командованием полковника Корсе полк участвовал в первом сражении при Бул-Ране в составе бригады Джеймса Лонгстрита. Во время Семидневной битвы полк числился в составе бригады Кемпера. Полк участвовал во всех сражениях Северовирджинской армии от Уильямсберга до Фредериксберга. Перед сражением, в ноябре 1862 года, Монтгомери Корсе стал бригадным генералом, а его место должен был занять подполковник Мортон Мэри, но он был ранен при Втором Бул-Ране, поэтому полк передали майору Герберту, которого для этого повысили до подполковника. Одновременно полк был переведён из бригады Кемпера в новую бригаду Корсе.
Весной 1863 года полк участвовал в осаде Саффолка. Во время Геттисбергской кампании полк числился в бригаде Пикетта, однако был оставлен в Гордонсвилле, из-за чего пропустил сражение при Геттисберге. Впоследствии участвовал в сражениях в Теннесси и Северной Каролине. Полк вернулся в Вирджинию к началу сражений при Дрюри-Блафф и Колд-Харборе, участвовал в обороне Петерсберга и отступлении к Аппоматтоксу, где сдался со всей армией.
Полк насчитывал 600 человек в апреле 1861 года. Под Уильямсбергом он потерял 17 человек убитыми и 47 ранеными, при Севен-Пайнс выбыло из строя 18 убитыми и 41 ранеными, и при Глендейле 17 погибло, 23 было ранено, и 73 попало в плен. При втором Бул-Ране полк потерял 48 человек, в Южных Горах 13, и в сражении при Энтитеме участвовало 55 человек. В 1865 году полк понёс большие потери в сражении при Сайлерс-Крик, и к моменту капитуляции при Аппоматтоксе в нём оставалось всего 2 офицера и 46 рядовых.
Полком командовали Монтгомери Корсе, Артур Херберт и Мортон Мэри.